# Eotetranychus pronus
Eotetranychus pronus är en spindeldjursart som beskrevs av Davis 1969. Eotetranychus pronus ingår i släktet Eotetranychus och familjen Tetranychidae. Inga underarter finns listade i Catalogue of Life.